# Fabrice Grenard
Pour les articles homonymes, voir Grenard.
Fabrice Grenard est un historien spécialiste de la Seconde Guerre mondiale. Il est l'auteur de plusieurs ouvrages sur cette période.Il dirige actuellement le département recherche et pédagogie de la Fondation de la Résistance.

## Biographie
Fabrice Grenard est historien et docteur en histoire. Il est diplômé de l'Institut d'études politiques de Paris en 1997 et agrégé d'histoire depuis 1999. Il a réalisé sa thèse de doctorat sur le marché noir en France entre 1940 et 1949 sous la direction de Jean-Pierre Azéma, publiée dans une version remaniée par les éditions Payot sous le titre La France du marché noir. 1940-1949. Il a également soutenu une habilitation à diriger des recherches en 2013.
Il est chargé de conférences à Sciences Po Paris de 2003 à 2013. Après avoir enseigné dans le secondaire pendant plusieurs années, il dirige depuis 2017 le département recherche et pédagogie de la Fondation de la Résistance. Il a publié plusieurs ouvrages ainsi que des articles dans des revues scientifiques (Vingtième siècle. Revue d'Histoire, Revue d'Histoire moderne et contemporaine, Le Mouvement social) sur l'histoire sociale des Français sous l'occupation et sur la Résistance.

## Recherches et domaines d'étude
Fabrice Grenard est spécialiste de l'histoire de la France sous l'occupation et plus particulièrement de la Résistance. Dans ses recherches, il a notamment développé une approche économique et sociale de la période.

### Thèmes de recherche
Il a abordé les sujets suivants :
- la « drôle de guerre », dans son ouvrage La Drôle de guerre. L'entrée en guerre des Français, où il « écorne l'image d’un pays avachi et d’une armée défaitiste »[2],[3],
- le ravitaillement et le « marché noir »[5],[6].
- les maquis, dont un ouvrage sur les maquis noirs et faux maquis[7],[8].
- l'engagement résistant avec son ouvrage Le Choix de la Résistance[8].
- la répression de la Résistance, avec un ouvrage intitulé La Traque des résistants. Ce livre a obtenu une mention au prix littéraire de la Résistance en 2019. Il a été adapté en documentaire pour France télévisions sous le titre Des traîtres dans la Résistance[9].
- Georges Guingouin[9]. Le livre Une légende du maquis. Georges Guingouin, du mythe à l'histoire a obtenu en 2014 le prix Philippe Viannay-Défense de la France, qui récompense chaque année un ouvrage consacré à l'histoire de la Résistance[7].

### Colloques
Il a participé à de nombreux colloques et journées d'études. Il a coorganisé plusieurs colloques, dont :
- « La Résistance pionnière au prisme des archives de la répression[10] » avec Gaël Eisman, qui s'est tenu au Mémorial de Caen en décembre 2021. Ce colloque donne lieu à une publication aux Presses universitaires de Rennes[11] en juillet 2025.
- "La Rencontre : la France libre, la France et la Résistance intérieure" avec Jérôme Maubec. Ce colloque a eu lieu aux Invalides en novembre 2024[12].

### Musées
Fabrice Grenard est membre de plusieurs comités scientifique de musées de la Résistance et de la Déportation.

## Documentaires et émissions

### Activité de conseiller historique
Fabrice Grenard a été conseiller historique de plusieurs documentaires, notamment :
- Tulle. 9 juin 1944 d'Emmanuel Amara diffusé pour la première fois sur France 5 en 2013 et plusieurs fois rediffusé sur France Télévisions.
- 1940. Les secrets de l'armistice d'Emmanuel Amara, réalisé pour l'émission La Case du siècle de France 5 et diffusé pour la première fois en février 2019.
- Résistances de Patrick Rotman diffusé en 2023 sur Arte.
Il a également été conseiller historique du film La Douleur réalisé par Emmanuel Finkiel en 2017.

### DocumentaireDes traîtres dans la Résistance
En 2021, son ouvrage La traque des résistants est adapté en documentaire sous le titre Des traîtres dans la Résistance,pour l'émission La Case du siècle sur France 5 ainsi que sur La Chaîne Parlementaire (LCP). Il a été réalisé par Patrick Benquet et co-écrit avec Fabrice Grenard. Le documentaire a été sélectionné pour de nombreuses festivals dont le festival international du film d'Histoire de Pessac et le Figra.

### Polémique liée aux accords de Munich et à l'émission DébatDoc de La Chaîne Parlementaire
Le 6 juin 2022, sur La Chaîne parlementaire (LCP), l'émission DébatDoc diffuse un documentaire sur les collaborateurs venus de la gauche tels Jacques Doriot ou Marcel Déat.
Invité en plateau, Fabrice Grenard commente l’esprit munichois qui dominait alors la France, et affirme  que « tout le monde a été quasiment munichois, en dehors de trois ou quatre députés qui votent contre », semblant ignorer que les 73 députés communistes de l'Assemblée avaient voté unanimement contre les accords de Munich.
Sur le site Arrêt sur image, Daniel Schneidermann a enquêté auprès de Fabrice Grenard et de la direction de LCP sur un propos semblant relever d’une erreur historique très grossière ou d'une révision de l’histoire, et parle d’un « crash historique sur LCP ». Selon le journaliste, le directeur de la chaine, Bernard Delais et le journaliste en charge de l’émission, Jean-Pierre Gratien disent s’être appuyés sur l’autorité en plateau de Fabrice Grenard, Olivier Dard et Alya Aglan pour diffuser cette contre-vérité parlementaire sur l’antenne de la chaine de l’Assemblée nationale. Ultérieurement, Fabrice Grenard a rectifié son erreur sur le site Arrêt sur image en précisant « bien entendu, je savais que les communistes avaient voté contre Munich, je l'ai même écrit ».

## Publications

### Ouvrages personnels
- Histoire économique et sociale de la France (fin XIXe – XXe siècles), Ellipses, 2004
- La France du marché noir (1940-1949), Payot, 2008 ; réédité en poche, collection Petite Bibliothèque Payot, 2012.
- Maquis Noirs et faux maquis, 1943-1947, Vendémiaire, 2011 ; réédité en poche, collection Echo, 2013.
- Les scandales du ravitaillement. Détournements, corruption, affaires étouffées en France, de l’Occupation à la guerre froide, Paris (Éditions Payot & Rivages) 2012, 294 pp.  (ISBN 978-2-228-90733-0).
- Une légende du Maquis, Georges Gingouin, du mythe à l’histoire, Vendémiaire, 2014 ; réédité chez Tallandier en poche, collection Texto, 2020. Prix Philippe Viannay-Défense de la France en 2014.
- Tulle, Enquête sur un massacre 9 juin 1944, Tallandier, mai 2014 ; réédité en poche, collection Texto, 2024
- La traque des résistants, Tallandier, 2019 ; réédité en poche, collection Texto, 2021.Ce livre a obtenu une mention au prix littéraire de la Résistance en 2019.
- Les Maquisards. Combattre dans la France occupée, Vendémiaire, 2020.
- Le choix de la résistance, Histoires d'hommes et de femmes (1940-1944), PUF, 2021[25], réédité en poche Alpha.
- Ils ont pris le maquis, Tallandier / Ministère des Armées, 2022[26].
- Jean Moulin. Le héros oublié, Plon, 2023  (ISBN 2259316743), réédition chez Tallandier en poche (collection Texto) en 2025.
- Les années Résistance, Tallandier-Ministère des armées, 2024.

### Ouvrages collectifs
Il a aussi contribué à plusieurs ouvrages collectifs sur le thème de la Seconde Guerre mondiale.
- Atlas de la France dans la Seconde Guerre mondiale, Fayard, 2010
- Dictionnaire historique de la France libre, Robert Laffont, 2010
- Fabrice Grenard, Florent Le Bot et Cédric Perrin, Histoire économique de Vichy : l'État, les hommes, les entreprises, Paris, Perrin, 2017, 440 p. (ISBN 978-2-262-03565-5, présentation en ligne).

### Publications diverses
- Articles d'histoire dans la revue Les Grandes Affaires de l'Histoire
- Les enfants pendant la Seconde Guerre mondiale, La Grande imagerie, Fleurus, 2025.